# Iraota ottonis
Iraota ottonis är en fjärilsart som beskrevs av Hans Fruhstorfer 1907. Iraota ottonis ingår i släktet Iraota och familjen juvelvingar. Inga underarter finns listade i Catalogue of Life.